# Устрялов, Фёдор Николаевич
Фёдор Николаевич Устрялов (1836—1885) — русский публицист, драматург и издатель, переводчик, редактор.

## Биография
Родился в Санкт-Петербурге в 1836 году в семье историка Николая Герасимовича Устрялова. Рос без матери (она умерла, когда Федору было 11 месяцев). Получил среднее образование дома и по экзамену поступил в Санкт-Петербургский университет. Учился на камеральном отделении юридического факультета университета, где им была написана работа «Исследование Псковской судной грамоты 1467 г.» (СПб., 1855), получившая почётный отзыв.
После окончания университета в 1856 году со степенью кандидата и непродолжительной заграничной поездки был определен, с 7 июля 1857 года. в Казанскую комиссию уравнения денежных сборов с государственных крестьян с чином коллежского секретаря и прикомандирован к Центральной комиссии уравнения денежных сборов с государственных крестьян. В апреле 1858 года он был определен помощником редактора Статистического отделения Департамента сельского хозяйства, а с января 1861 года назначен исправляющим должность столоначальника. В марте 1865 года он был переведён на службу в Главное интендантское управление, чиновником особых поручений при генерал-интенданте. В январе 1861 года Ф. Н. Устрялов был произведён в титулярные советники; в июне 1863 года — в коллежские асессоры; в августе 1867 года —- в надворные советники. В мае 1869 года был по прошению уволен от службы.
В течение 1869—1871 годов Ф. Н. Устрялов — участковый мировой судья в Санкт-Петербурге.

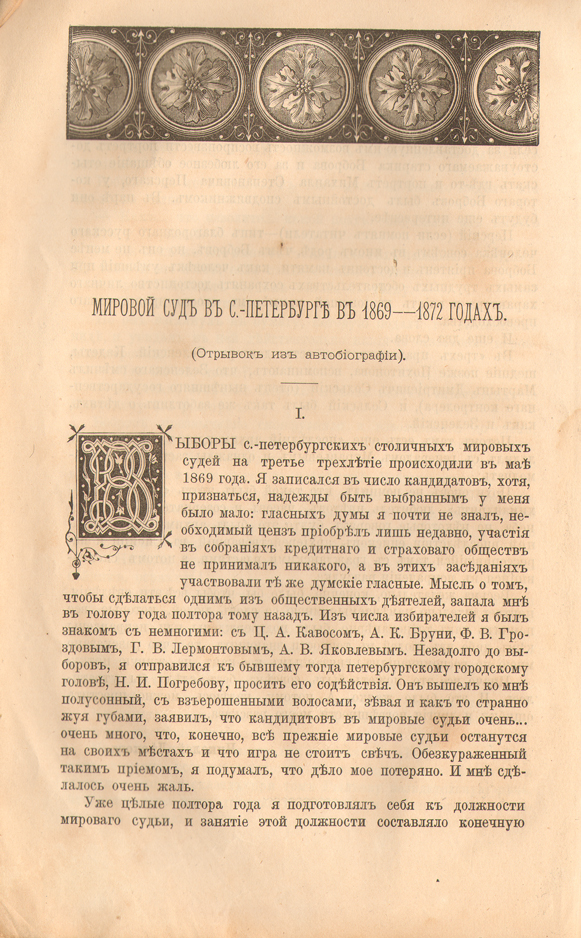
Одна из последних публикаций Ф. Н. Устрялова в «Историческом вестнике» (январь 1885)

Публиковал историко-литературные и публицистические работы в периодике, переводил Шекспира («Макбет», СПб., 1862), Мольера («Скупой», СПб., 1875), Эркмана-Шатриана («Семейная вражда», СПб., 1874), Гейне («Женщины и девушки Шекспира», «Вильям Шекспир»), Анатоля Франса, Франсуа Коппе, Жюля Симона, и др.
Ф. Н. Устряловым были созданы пьесы, посвящённые женской эмансипации, семейному быту и другим злободневным темам 1860-х годов: «Слово и дело» (СПб., 1863), «Чужая вина» (СПб., 1864), «Разрыв» (СПб., 1865), «Слабый человек» (СПб., 1866), «Вечер в среднем кругу» (СПб., 1867). Фёдор Устрялов также принимал участие в журнале Н. А. Степанова «Будильник». В 1871 году Петербургский университет приобрёл у него 295 книг по русской истории, что составляло приблизительно десятую долю отцовской библиотеки. Оставшиеся после смерти отца «Записки» Фёдор Николаевич Устрялов опубликовал в журнале С. Н. Шубинского «Древняя и Новая Россия» (1877—1880), из которых стало известно об интересе Пушкина к историческим трудам Н. Г. Устрялова: в пушкинской библиотеке были «Сказания современников о Димитрии Самозванце» и «Сказания князя Курбского»; историк и поэт несколько раз встречались у А. Ф. Смирдина, а незадолго до гибели Пушкина Н. Г. Устрялов подарил ему свою диссертацию «О системе прагматической русской истории» с дарственной надписью на книге.
В 1871—1873 годах Ф. Н. Устрялов издавал и редактировал газету «Новое время». Издание газеты привело к полному разорению Устрялова, он вынужден был продать принадлежавший ему дом по 3-й линии Васильевского острова.
В последние годы жизни Ф. Н. Устрялов состоял на службе в Особой высшей комиссии для исследования железнодорожного дела под председательством графа Э. Т. Баранова и в Петербургской земской управе.
Умер в Санкт-Петербурге после продолжительной болезни 22 января (3 февраля) 1885 года. Похоронен на Смоленском православном кладбище.

### Семья
Ф. Н. Устрялов был женат на Евгении Ивановне Михайловой (?—1909).
Их сын Валентин (1875—1938), по окончании историко-филологического факультета Петербургского университета преподавал историю и греческий язык в гимназии Я. Г. Гуревича, затем служил делопроизводителем Департамента народного просвещения Министерства народного просвещения. После 1917 года — преподаватель в 40-й советской единой трудовой школе им. Лентовской, служил на разных должностях в Военно-топографической школе. С 1924 года — сотрудник Публичной библиотеки в Ленинграде. Уволился из библиотеки 25 февраля 1935 года. Умер в Ленинграде 13 мая 1938 года. В. Ф. Устрялов был женат первым браком на дочери генерал-майора Эмилии Александровне Смирнской. Вторым браком был женат на Лидии Андреевне, супруги имели сына Андрея (1922—?).